# 5. Flotte (Japanisches Kaiserreich)
Die 5. Flotte des Japanischen Kaiserreichs (japanisch 第五艦隊, Dai-go Kantai) war eine Flotte der Kaiserlich Japanischen Marine. Sie wurde erstmals am 1. Februar 1938 im Zweiten Japanisch-Chinesischen Krieg aufgestellt und am 25. Juli 1941 vor Beginn des Pazifikkriegs im Zweiten Weltkrieg erneut reorganisiert.

## 1. Aufstellung
Nach der Schlacht um Shanghai wurde die 5. Flotte am 1. Februar 1938 im Rahmen des japanischen militärischen Notfallerweiterungsprogramms, während des Zweiten Japanisch-Chinesischen Krieges aufgestellt. Das Kommando bekam Vizeadmiral Shiozawa Kōichi übertragen. Zusammen mit der 4. Flotte wurde sie unter das Oberkommando der 2. Chinesischen Expeditionsflotte gestellt.
Die Flotte nahm an der Landung bei Xiamen, der Blockade von Hainan und anderen Seeblockaden vor der chinesischen Küste teil. Vizeadmiral Kondō Nobutake übernahm am 15. Dezember 1938 das Oberkommando über die 5. Flotte. Er wurde am 29. September 1939 von Vizeadmiral Takasu Shirō abgelöst. Die Flotte wurde am 15. November 1939 aufgelöst und ihre Schiffe in die China-Regionalflotte eingegliedert.
| Die 5. Flotte am 1. Februar 1938                 | Die 5. Flotte am 1. Februar 1938                   | Die 5. Flotte am 1. Februar 1938              | Die 5. Flotte am 1. Februar 1938 | Die 5. Flotte am 1. Februar 1938 |
| ------------------------------------------------ | -------------------------------------------------- | --------------------------------------------- | -------------------------------- | -------------------------------- |
| 3. Trägerdivision Kapitän zur See Kōkichi Terada | 4. Trägerdivision Konteradmiral Samejima Tomoshige | 9. Kreuzerdivision Vizeadmiral Kondō Nobutake | 10. Kreuzerdivision              | 5. Zerstörergeschwader           |
| Kamoi Kagu Maru Kamikawa Maru                    | Notoro Kinugasa Maru                               | Myōkō Nagara                                  | Tenryū Tatsuta                   | Yūbari 15 Zerstörer              |

## 2. Aufstellung

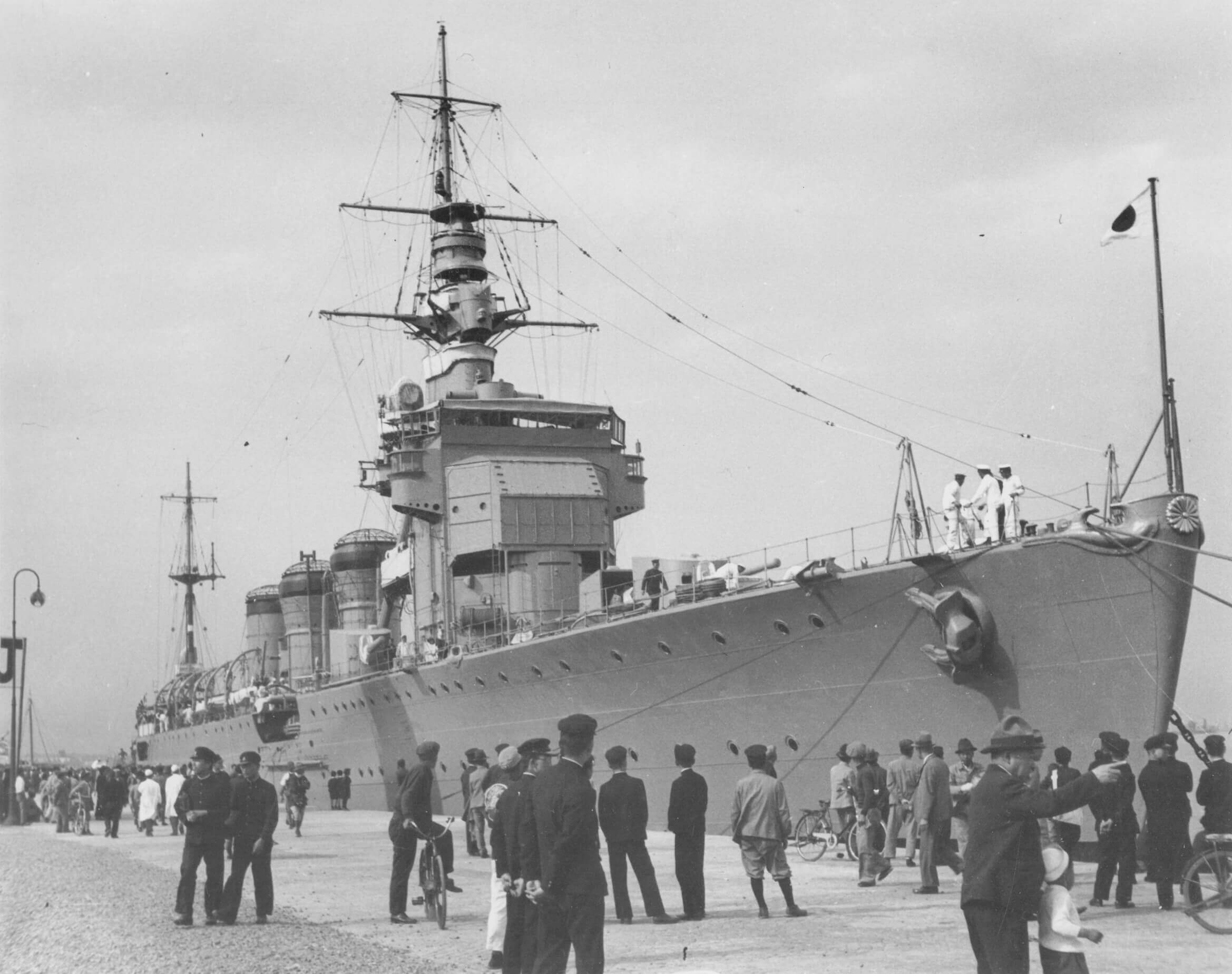
Der Leichte Kreuzer Kiso der 21. Kreuzerdivision in Shibaura

Nachdem am 10. Juli 1941 der japanische Kaiser Hirohito Nagano Osami, dem Admiralstabsvorsitzenden, die Zustimmung zur Neubildung der 5. Flotte gegeben hatte, wurde sie am 25. Juli wieder neu aufgestellt. Das Kommando über die Flotte erhielt Vizeadmiral Hosogaya Boshirō. Ihre Aufgabe bestand darin, die Sicherheit des Schiffsverkehrs zu gewährleisten und die Luftverteidigung strategischer Punkte im nördlichen Gebiet Japans bereitzustellen. Bis zum 20. August 1941 sollte die 5. Flotte ihre Vorbereitungen für den Kriegsfall mit der Sowjetunion abschließen und dann im nördlichen Raum patrouillieren. Die Flotte erhielt Aufträge für Patrouillenfahrten nördlich Honshū über Hokkaidō, die Chishima-Inseln bis zu den Bonin-Inseln im Osten.
| Direkt unterstellt                        | 21. Kreuzerdivision Vizeadmiral Hosogaya Boshirō | 22. Kreuzerdivision Takahashi I. | 7. Stützpunktgruppe Konteradmiral Abe Kasuke                                                     | 7. Stützpunktgruppe Konteradmiral Abe Kasuke | 7. Stützpunktgruppe Konteradmiral Abe Kasuke | 7. Stützpunktgruppe Konteradmiral Abe Kasuke |
| Toko Maru Nr.2 Akashisan Maru Nissan Maru | Tama Kiso Kimikawa Maru                          | Akagi Maru Asaka Maru Awata Maru | 17. Minensuchdivision 10. Kanonenbootdivision 66. U-Jagddivision Chichijima Marineluftgeschwader |                                              |                                              |                                              |

### Zusammensetzung am Ende der Aleuten-Kampagne

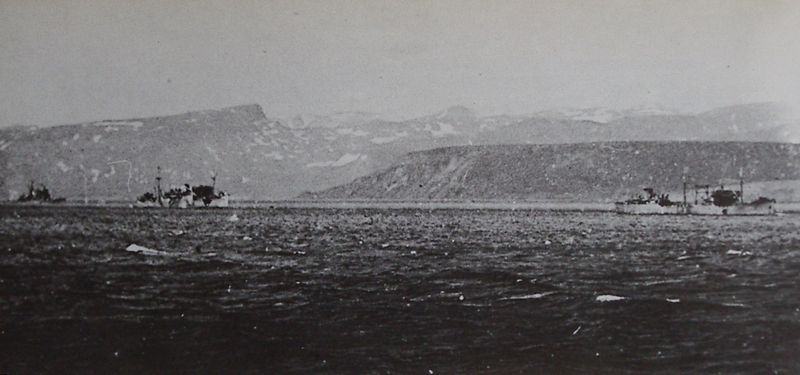
V.l.n.r: Schwerer Kreuzer Nachi, der U-Boot-Tender Heian Maru und der Tanker Teiyō Maru im Mai 1943 vor Paramuschir

In der Aleuten-Kampagne, Anfang Juni 1942, war die 5. Flotte, hauptsächlich mit ihren Kreuzern, der Nordostflotte zugeteilt. Sie diente als Deckung der Landungen auf Attu und Kiska und war Ende März 1943 an der Seeschlacht bei den Komandorskiinseln beteiligt.
Da die Rückeroberung der Aleuten durch die amerikanischen Truppen nicht verhindert werden konnte, wurde die 5. Flotte unter die operative Kontrolle der Nordostflotte neu aufgestellt. Sie deckte den Abzug der japanischen Streitkräfte aus Kiska und überwachte die mögliche nördlichen Annäherungen alliierter Einheiten an Japan.
| Die 5. Flotte Ende August 1943 | Die 5. Flotte Ende August 1943   | Die 5. Flotte Ende August 1943 | Die 5. Flotte Ende August 1943 | Die 5. Flotte Ende August 1943                                     |
| ------------------------------ | -------------------------------- | ------------------------------ | ------------------------------ | ------------------------------------------------------------------ |
| 21. Kreuzerdivision            | 22. Kreuzerdivision              | 1. Kreuzer-/Zerstörerschwadron | 5. Spezial-Bodenkorps (Kiska)  | Zugeteile Einheiten                                                |
| Nachi Maya Tama Kiso           | Akagi Maru Asaka Maru Awata Maru | Abukuma 11 Zerstörer           |                                | 7. U-Boot-Flottille Kunashiri Kimikawa Maru Nippon Maru Teiyō Maru |

### Zusammensetzung vor der Schlacht im Leyte Golf
Ab dem 5. Februar 1944 wurde Vizeadmiral Shima Kiyohide das Kommando über die 5. Flotte übertragen. Im Oktober 1944 wurden die Einheiten direkt dem Verteidigungsraum um die Philippinen zugeteilt. Die 5. Flotte, jetzt auch als Shima-Flotte bezeichnet, nahm an der See- und Luftschlacht im Golf von Leyte teil und die danach noch kampffähigen Schiffe wurden am 15. Dezember 1944 der Südwestflotte zugeteilt.
| Die 5. Flotte Mitte Oktober 1944 | Die 5. Flotte Mitte Oktober 1944 | Die 5. Flotte Mitte Oktober 1944 |
| -------------------------------- | -------------------------------- | -------------------------------- |
| 16. Kreuzerdivision              | 21. Kreuzerdivision              | 1. Kreuzer-/Zerstörerschwadron   |
| Aoba Kitakami Kinu Uranami       | Nachi Ashigara Maya Tama Kiso    | Abukuma 7 Zerstörer              |

Die Südwestflotte wurde am 5. Februar 1945 zur 10. Regionalflotte umstrukturiert. Zu diesem Zeitpunkt wurde auch die restliche Verwaltungsstruktur der 5. Flotte aufgelöst.

## Liste der Kommandeure
| Nr.            | Dienstgrad und Name          | Bild           | Amtszeit            | Amtszeit           |
| Nr.            | Dienstgrad und Name          | Bild           | Beginn der Amtszeit | Ende der Amtszeit  |
| 1. Aufstellung | 1. Aufstellung               | 1. Aufstellung | 1. Aufstellung      | 1. Aufstellung     |
| -------------- | ---------------------------- | -------------- | ------------------- | ------------------ |
| 1.             | Vizeadmiral Shiozawa Kōichi  |                | 1. Februar 1938     | 15. Dezember 1938  |
| 2.             | Vizeadmiral Kondō Nobutake   |                | 15. Dezember 1938   | 29. September 1939 |
| 3.             | Vizeadmiral Takasu Shirō     |                | 29. September 1939  | 15. November 1939  |
| 2. Aufstellung |                              |                |                     |                    |
| 4.             | Vizeadmiral Hosogaya Boshirō |                | 25. Juli 1941       | 31. März 1943      |
| 5.             | Vizeadmiral Kawase Shirō     |                | 31. März 1943       | 15. Februar 1944   |
| 6.             | Vizeadmiral Shima Kiyohide   |                | 15. Februar 1944    | 5. Februar 1945    |